# Saugues
Saugues é uma comuna francesa na região administrativa de Auvérnia-Ródano-Alpes, no departamento de Alto Loire. Estende-se por uma área de 77,37 km². Em 2010 a comuna tinha 1 825 habitantes (densidade: 23,6 hab./km²).